# El Viso (Cordoue)
Pour les articles homonymes, voir El Viso.
El Viso est une commune d’Espagne, dans la province de Cordoue, communauté autonome d’Andalousie. En 2016, la ville avait une population de 2636 habitants, selon le registre établi par l'INE. Son territoire municipal a une superficie de 254,42 km² et une densité de population de 10,36 habitants / km². Elle est limitrophe des municipalités de Belalcázar, Hinojosa del Duque, Villaralto, Dos Torres et Santa Eufemia, situées à Córdoba. Il convient de noter que son terme municipal est le plus septentrional de la province de Córdoba et de l’Andalousie.